# تپه گل هی
تپه گل هی مربوط به دوران پیش از تاریخ ایران باستان است و در شهرستان آبدانان، بخش مرکزی، روستای گل هی واقع شده و این اثر در تاریخ ۹ اردیبهشت ۱۳۸۲ با شمارهٔ ثبت ۸۴۴۳ به‌عنوان یکی از آثار ملی ایران به ثبت رسیده است.